# Bouvières
Bouvières é uma comuna francesa na região administrativa de Auvérnia-Ródano-Alpes, no departamento de Drôme. Estende-se por uma área de 25,05 km². Em 2010 a comuna tinha 151 habitantes (densidade: 6 hab./km²).